# Stavsträsket
Stavsträsket är en sjö i Älvsbyns kommun i Norrbotten och ingår i Piteälvens huvudavrinningsområde. Sjön har en area på 0,352 kvadratkilometer och ligger 146,3 meter över havet. Stavsträsket ligger i Piteälven Natura 2000-område. Sjön avvattnas av vattendraget Borgforsälven.

## Delavrinningsområde
Stavsträsket ingår i det delavrinningsområde (728499-172854) som SMHI kallar för Utloppet av Stavsträsket. Medelhöjden är 178 meter över havet och ytan är 2,96 kvadratkilometer. Räknas de 14 avrinningsområdena uppströms in blir den ackumulerade arean 117,57 kvadratkilometer. Borgforsälven som avvattnar avrinningsområdet har biflödesordning 2, vilket innebär att vattnet flödar genom totalt 2 vattendrag innan det når havet efter 54 kilometer. Avrinningsområdet består mestadels av skog (82 procent). Avrinningsområdet har 0,33 kvadratkilometer vattenytor vilket ger det en sjöprocent på 11 procent.